# アニカペラ
『アニカペラ』は、日本の歌手、松澤由美のカバーアルバム。2007年6月6日に発売。自身の楽曲を含むアニメソングを、アカペラアレンジでカバー。

## 収録曲
1. 愛・おぼえていますか
  - 原曲は飯島真理で、アニメ映画『超時空要塞マクロス 愛・おぼえていますか』主題歌。
2. ルージュの伝言
  - 原曲は荒井由実で、アニメ映画『魔女の宅急便』オープニングテーマ。
3. はじめてのチュウ
  - 原曲はあんしんパパで、フジテレビ系アニメ『キテレツ大百科』4代目エンディングテーマ。
4. ETERNAL WIND〜ほほえみは光る風の中〜
  - 原曲は森口博子で、アニメ映画『機動戦士ガンダムF91』主題歌。
5. Dearest
  - 自身の楽曲のセルフカバーで、アニメ映画『機動戦艦ナデシコ -The prince of darkness-』主題歌。
6. YOU GET TO BURNING
  - 自身の楽曲のセルフカバーで、テレビ東京系アニメ『機動戦艦ナデシコ』オープニングテーマ。
7. 魂のルフラン
  - 原曲は高橋洋子で、アニメ映画『新世紀エヴァンゲリオン劇場版 シト新生』主題歌。
8. 地球ぎ
  - 自身の楽曲のセルフカバーで、OVA『聖闘士星矢 冥王ハーデス十二宮編』オープニングテーマ。
9. 君と同じ青空
  - 自身の楽曲のセルフカバーで、OVA『聖闘士星矢 冥王ハーデス十二宮編』エンディングテーマ。
10. 託す者へ〜My Dear〜
  - 自身の楽曲のセルフカバーで、OVA『聖闘士星矢 冥王ハーデス冥界編』エンディングテーマ。